# 20 kilometer gång för herrar i friidrott vid olympiska sommarspelen 2012
Herrarnas 20 kilometer gång vid olympiska sommarspelen 2012, i London i Storbritannien, avgjordes den 4 augusti utanför bland annat The Mall och Constitution Hill. Tävlingens regler är enkla; den tävlande som först korsade mållinjen vann tävlingen.

## Medaljörer
| Gren       | Guld           | Guld           | Silver                   | Silver                   | Brons          | Brons          |
| 20 km gång | Chen Ding Kina | Chen Ding Kina | Erick Barrondo Guatemala | Erick Barrondo Guatemala | Wang Zhen Kina | Wang Zhen Kina |

## Rekord
Före tävlingarna gällde dessa rekord:

## Program
Tider anges i lokal tid, det vill säga västeuropeisk sommartid (UTC+1).
4 augusti – Final

## Resultat
- Q innebär avancemang utifrån placering i heatet.
- q innebär avancemang utifrån total placering.
- DNS innebär att personen inte startade.
- DNF innebär att personen inte fullföljde.
- DQ innebär diskvalificering.
- NR innebär nationellt rekord.
- OR innebär olympiskt rekord.
- WR innebär världsrekord.
- WJR innebär världsrekord för juniorer
- AR innebär världsdelsrekord (area record)

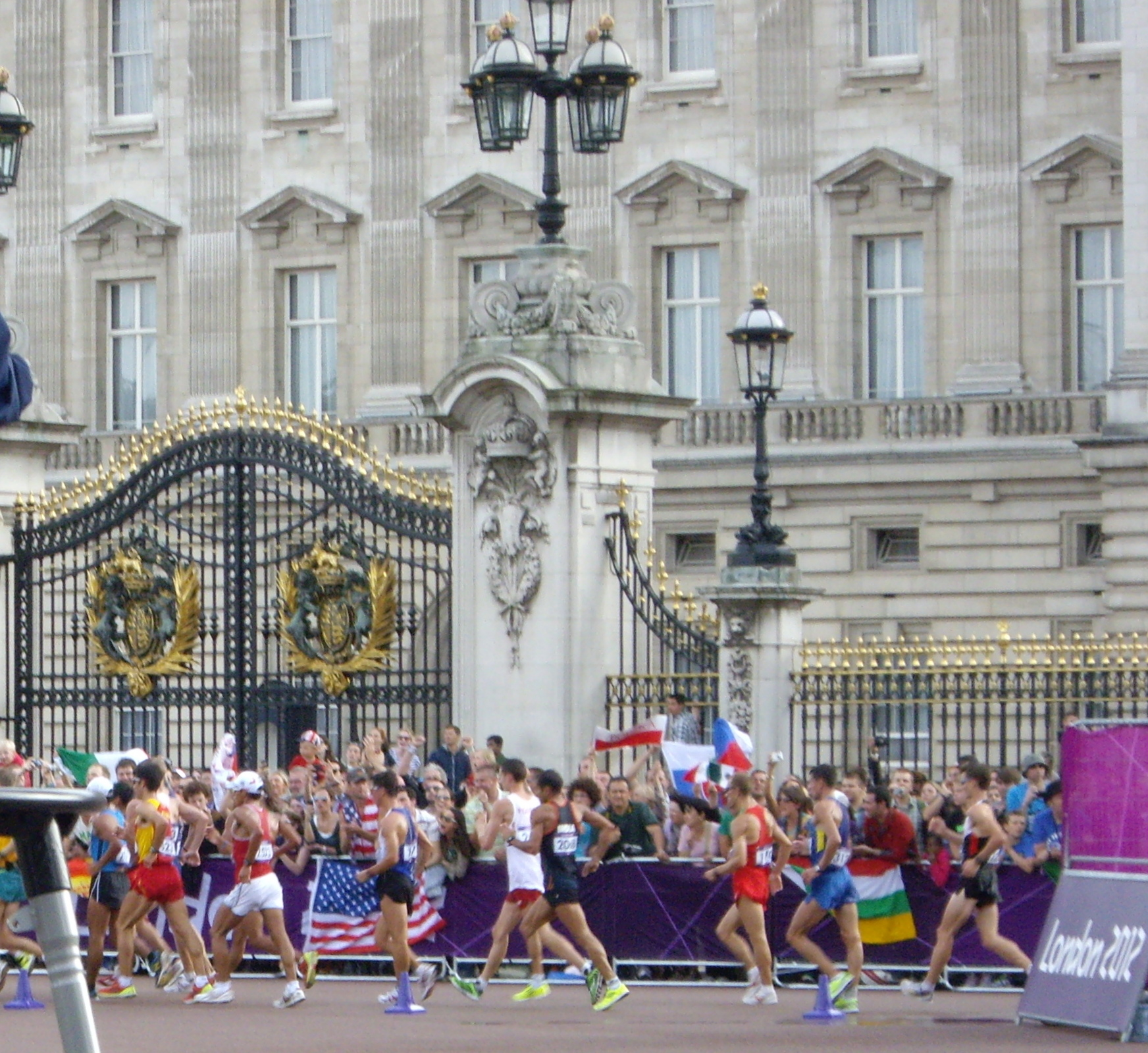
Loppets passage utanför Buckingham Palace.

- PB innebär personligt rekord.
- SB innebär säsongsbästa.
- w innebär medvind > 2,0 m/s

| Placering | Idrottare              | Nation     | Tid     | Noteringar |
| --------- | ---------------------- | ---------- | ------- | ---------- |
| 1         | Chen Ding              | Kina       | 1:18.46 | OR         |
| 2         | Erick Barrondo         | Guatemala  | 1:18.57 |            |
| 3         | Wang Zhen              | Kina       | 1:19.25 |            |
| 4         | Cai Zelin              | Kina       | 1:19.44 |            |
| 5         | Miguel Ángel López     | Spanien    | 1:19.49 | PB         |
| 6         | Eder Sánchez           | Mexiko     | 1:19.52 | SB         |
| 7         | Jared Tallent          | Australien | 1:20.02 | SB         |
| 8         | Bertrand Moulinet      | Frankrike  | 1:20.12 | PB         |
| 9         | Robert Heffernan       | Irland     | 1:20.18 | SB         |
| 10        | Irfan Kolothum Thodi   | Indien     | 1:20.21 | NR         |
| 11        | João Vieira            | Portugal   | 1:20.41 | SB         |
| 12        | Dzianis Simanovitj     | Belarus    | 1:20.42 | PB         |
| 13        | Iñaki Gomez            | Kanada     | 1:20.58 | NR         |
| 14        | Erik Tysse             | Norge      | 1:21.00 | SB         |
| 15        | Alexandros Papamichail | Grekland   | 1:21.12 | NR         |
| 16        | Ivan Trotski           | Belarus    | 1:21.23 | SB         |
| 17        | Kim Hyun-Sub           | Sydkorea   | 1:21.36 | SB         |
| 18        | Isamu Fujisawa         | Japan      | 1:21.48 |            |
| 19        | Dawid Tomala           | Polen      | 1:21.55 |            |
| 20        | Eider Arevalo          | Colombia   | 1:22.00 |            |
| 21        | André Höhne            | Tyskland   | 1:22.02 |            |
| 22        | Juan Manuel Cano       | Argentina  | 1:22.10 | NR         |
| 23        | Anton Kučmín           | Slovakien  | 1:22.25 | PB         |
| 24        | Grzegorz Sudoł         | Polen      | 1:22.40 |            |
| 25        | Takumi Saito           | Japan      | 1:22.43 |            |
| 26        | Trevor Barron          | USA        | 1:22.46 |            |
| 27        | Nazar Kovalenko        | Ukraina    | 1:22.54 |            |
| 28        | James Rendon           | Colombia   | 1:22.54 | SB         |
| 29        | Rafał Augustyn         | Polen      | 1:23.17 |            |
| 30        | Ruslan Dmitrenko       | Ukraina    | 1:23.21 |            |
| 31        | Byun Young-Jun         | Sydkorea   | 1:23.26 |            |
| 32        | Máté Helebrandt        | Ungern     | 1:23.32 | PB         |
| 33        | Gurmeet Singh          | Indien     | 1:23.34 |            |
| 34        | Isaac Palma            | Mexiko     | 1:23.35 |            |
| 35        | Georgij Sjeiko         | Kazakstan  | 1:23.52 |            |
| 36        | Yusuke Suzuki          | Japan      | 1:23.53 | SB         |
| 37        | Andrej Krivov          | Ryssland   | 1:24.17 |            |
| 38        | Chris Erickson         | Australien | 1:24.19 |            |
| 39        | Caio Bonfim            | Brasilien  | 1:24.45 |            |
| 40        | Marius Žiūkas          | Litauen    | 1:24:45 |            |
| 41        | Yerko Araya            | Chile      | 1:25.27 | SB         |
| 42        | Giorgio Rubino         | Italien    | 1:25.28 |            |
| 43        | Baljinder Singh        | Indien     | 1:25.39 |            |
| 44        | Mauricio Arteaga       | Ecuador    | 1:25.51 |            |
| 45        | Arnis Rumbenieks       | Lettland   | 1:26.26 |            |
| 46        | Ever Palma             | Mexiko     | 1:26.30 |            |
| 47        | Ivan Losjev            | Ukraina    | 1:26.50 |            |
| 48        | Predrag Filipović      | Serbien    | 1:27.22 |            |
| –         | Valerij Bortjin        | Ryssland   | –       | DNF        |
| –         | Álvaro Martín          | Spanien    | –       | DNF        |
| –         | Park Chil-Sung         | Sydkorea   | –       | DNF        |
| –         | Ebrahim Rahimian       | Iran       | –       | DNF        |
| –         | Adam Rutter            | Australien | –       | DNF        |
| –         | Hassanine Sebei        | Tunisien   | –       | DNF        |
| –         | Vladimir Kanajkin      | Ryssland   | –       | DQ         |
| –         | Luis Fernando López    | Colombia   | –       | DQ         |